# Dragan Kićanović
Dragan Kićanović, född 17 augusti 1953 i Čačak i dåvarande Jugoslavien, är en serbisk basketspelare som tog OS-guld 1980 i Moskva. Detta var Jugoslaviens första guld i herrbasket vid olympiska sommarspelen. Han var även med då Jugoslavien tog OS-silver 1976 i Montréal. På 70-talet spelade han med Dražen Dalipagić och tillsammans var de ett framgångsrikt par i Partizan Belgrade.